# 時速36km
時速36km（じそくサンジュウロッキロ）は、日本のロックバンド。所属レーベルは2DKrecords。

## メンバー
仲川慎之介（なかがわ しんのすけ）
Vocal&Guitar担当。
オギノテツ（おぎの てつ）
Bass&Throat担当。
松本ヒデアキ（まつもと ひであき）
Drum&Chorus担当。
時速36kmというバンド名は松本が考案。
石井"ウィル"開（いしい うぃる かい）
Guitar&Chorus担当。
2018年4月に加入。

## 経歴
2016年
- 12月1日: 武蔵大学のサークル内で結成[2]。

2017年
- 7月3日: 1st DEMO「夢を見ている/思い出はいつか淋しさに化けても」配布開始[3]。
- 12月8日: 1st EP「ドライビングフォース」リリース[3]。

2018年
- 7月8日: 配信限定 1st single「七月七日通り」配信リリース[3]。
- 8月12日: 下北沢DaisyBarにて自主企画「パンチドランカー」開催。当公演を皮切りにツアー「天上天下天地無双刀ツアー」開催。
- 10月28日: 下北沢DaisyBarにて自主企画「限りなくニビイロに近いブルー」開催。
- 11月7日: 1st mini album「まだ俺になる前の俺に。」リリース[3]。
- 11月24日: 京都nanoにて自主企画「ファイナルエクスプロージョン」開催。
- 12月15日: 下北沢DaisyBarにて自主企画「一生少年ジャンプ」開催。

2019年
- 1月13日: 武蔵大学4号館地下マルチスタジオにて初ワンマンライブ「健康」を開催。当公演を皮切りにツアー「ヒーローなりきり変身セットツアー」開催。
- 11月20日: 2nd EP「最低のずっと手前の方で」、3rd EP「15才と文句」2枚同時リリース[3]。
- 12月17日: TSUTAYA O-Crestにて自主企画「エメラルド」開催。

## ディスコグラフィー

### シングル
| #            | 発売日        | タイトル                                     | 収録曲                                                  |
| ------------ | ------------- | -------------------------------------------- | ------------------------------------------------------- |
| 1st DEMO     | 2017年7月3日  | 夢を見ている/ 思い出はいつか淋しさに化けても | 全2曲 1. 夢を見ている 2. 思い出はいつか淋しさに化けても |
| 配信限定 1st | 2018年7月8日  | 七月七日通り                                 | 全2曲 1. 七月七日通り 2. 夢を見ている(punch drunk ver.) |
| 配信限定 2nd | 2020年6月3日  | 優しい歌                                     | 全1曲 1. 優しい歌                                       |
| 配信限定 3rd | 2020年7月7日  | ハロー                                       | 全1曲 1. ハロー                                         |
| 配信限定 4th | 2020年8月28日 | アトム                                       | 全1曲 1. アトム                                         |
| 配信限定 5th | 2021年3月11日 | サテライト                                   | 全1曲 1. サテライト                                     |
| 配信限定 6th | 2022年9月14日 | かげろう                                     | 全1曲 1. かげろう                                       |
| 配信限定 7th | 2022年12月7日 | stars                                        | 全1曲 1. stars                                          |

### アルバム
| #                 | 発売日         | タイトル                 | 収録曲 | 規格品番  |
| ----------------- | -------------- | ------------------------ | --- | --------- |
| 1st EP            | 2017年12月8日  | ドライビングフォース     | 全7曲 1. リーク 2. ポップロックと電撃少年 3. 思い出はいつか淋しさに化けても(remix) 4. ジンライム 5. 夢を見ている(driving force ver.) 6. 生活 7. 推進力 | -         |
| 1st mini album    | 2018年11月7日  | まだ俺になる前の俺に。   | 全7曲 1. スーパーソニック 2. 七月七日通り 3. ウルトラマリン 4. 夢を見ている 5. 石神井川 6. クソッタレ共に愛を 7. 死ななきゃ日々は続く                  | TOUKA-001 |
| 2nd EP            | 2019年11月20日 | 最低のずっと手前の方で   | 全3曲 1. 銀河鉄道の夜明け 2. 真面 3. 素晴らしい日々 | TOUKA-009 |
| 3rd EP            | 2019年11月20日 | 15才と文句               | 全3曲 1. 動物的な暮らし 2. 夕方六時、瀬戸之際 3. チャンピオンベルトマン                                                                                | TOUKA-010 |
| 1st split CD      |                | door                     | |           |
| reboot mini album | 2020年12月1日  | ドライビングフォース改メ | 全6曲 |           |
| 1st               | 2021年8月25日  | 輝きの中に立っている     | 全15曲 | TOUKA-013 |
| 2nd mini          | 2023年9月20日  | 狂おしいほど透明な日々に | 全7曲 | TOUKA-015 |